# ۷۴۱ (قمری)
۷۴۱ (قمری)، هفتصد و چهل و یکمین سال در گاهشماری هجری قمری است. اول محرم این سال برابر با پنجم ژوئیه سال ۱۳۴۰ میلادی است.

## رویدادها
- خیزش میر عمادالدین علیه تغاتیمور در هزارجریب .[۱]

## بن‌مایه
1. ↑  سادات هزار جریب سلسله‌ای شیعی در شرق مازندران صفحۀ ۰۹/ نویسنده:عمادی حائری،سید محمد / نشریه: ضمیمه آینه میراث ضمیمه شماره ۱۸ (نشانی اینترنتی)